# 英丽·斯特恩霍夫
英丽·斯特恩霍夫（挪威語：Ingrid Sternhoff，1977年2月25日—），挪威女子足球运动员。她曾入选1996年夏季奥林匹克运动会挪威女子足球队名单，但并未上场参赛。她也曾获得1995年世界杯女子足球赛冠军。